# Лауреат
Лауреат (от лат. laureatus «увенчанный лаврами») — лицо, которому присуждена государственная или международная премия за выдающиеся заслуги, достижения в производстве, технике, науке, искусстве и других сферах, а также победитель конкурсов.

## История
Термин «лауреат» возник в Древней Греции, где почётным венком из ветвей лавра награждались победители каких-либо состязаний, в одном источнике конкретно указано — в поэзии. Такой же обычай существовал в Древнем Риме. Обычай награждать победителей лавровым венком сохранился до настоящего времени.
В средние века во многих государствах и странах Западной Европы термин «лауреат» употреблялся в том же значении. Например, в 1341 году римский сенат и Парижский университет присудили титул лауреата итальянскому поэту Ф. Петрарке.
В Союзе ССР лауреатами называли лиц, которым присуждены Ленинские премии, Государственные премии СССР и союзных республик, а также победителей всесоюзных и республиканских конкурсов музыкантов, мастеров эстрады, художественного слова, спортивных состязаний и так далее.